# Euskotren
Eusko Trenbideak - Ferrocarriles Vascos S. A., más conocida como Euskotren, es una sociedad dependiente del Gobierno Vasco, del ámbito del transporte público.
Creada en 1982 para gestionar servicios ferroviarios de ancho métrico, cuya titularidad fue transferida a la Comunidad Autónoma del País Vasco en virtud de las competencias obtenidas mediante el Estatuto de Autonomía de 1979, en la actualidad es uno de los mayores operadores del sector en su ámbito territorial, en el que se ha desarrollado y trabaja distintas modalidades de transporte, tanto de personas como de mercancías, más allá del ferrocarril tradicional.
Euskotren funciona bajo cuatro divisiones: Euskotren Trena, que presta servicios de trenes regionales, de cercanías y metropolitanos en Vizcaya y Guipúzcoa; Euskotren Tranbia, que presta los servicios de tranvía en Bilbao y Vitoria; Euskotren Autobusa, que da servicio de transporte interurbano por carretera, principalmente integrado en Bizkaibus y Lurraldebus; y Euskotren Kargo, orientada al transporte de cargas por tren.

## Medios de transporte

### Euskotren Trena: cercanías y metro

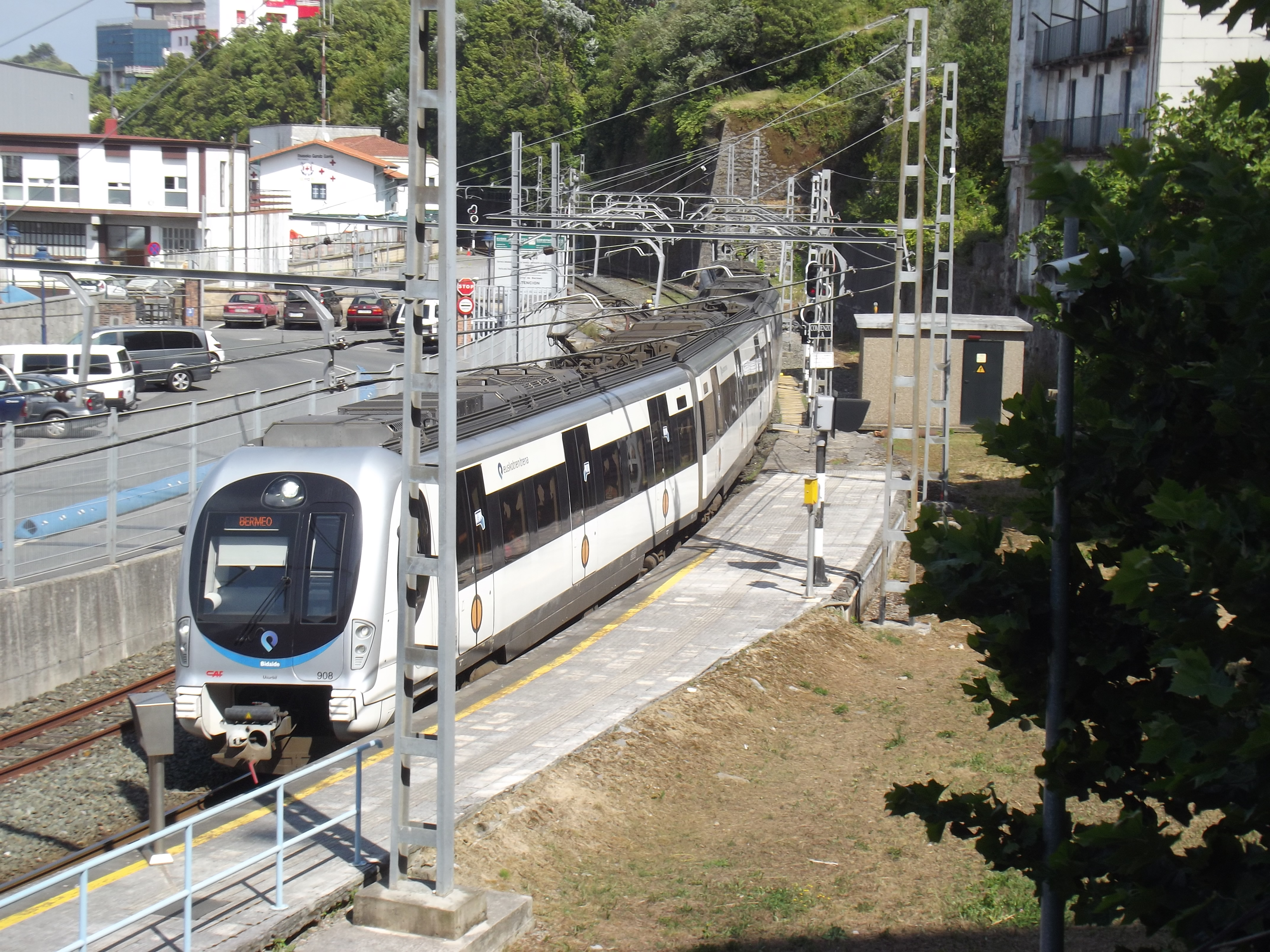
Unidad de la Serie 900 de Euskotren, efectuando un servicio Euskotren Trena hacia la estación de Bermeo

La actividad más prominente de la empresa pública, desde su fundación, es la oferta de viajes para pasajeros, en diferentes regímenes, a través de los trazados cuya titularidad fue transferida por el Estado al Consejo General Vasco durante la Transición, así como por nuevas líneas de construcción posterior. En este campo, Euskotren Trena se encarga de explotar, bajo dicha marca, servicios regionales y de cercanías por sus trazados entre Bilbao y San Sebastián (línea E1), Echévarri y Lezama (línea E3), y Bilbao y Bermeo (línea E4). En este caso, sus trenes hacen parada en todas las estaciones o apeaderos habilitados en ellos. Hoy en día se ofrecen también varios semidirectos matutinos entre Bilbao y Durango (dentro de la línea E1), y Bilbao con Guernica (dentro de la línea E4). También ofrece un servicio de tranvía interurbano entre Ermua y Éibar que refuerza la frecuencia de paso por las estaciones de estos municipios (dentro de la línea E1).
Desde los últimos años, la división también tiene presencia en aumento en el ámbito de los trenes metropolitanos del País Vasco. Euskotren gestiona en solitario el servicio de metro en San Sebastián (líneas E2 y E5, El Topo) desde 2012, a través del proyecto TOPO. Asimismo, es de su competencia la línea 3 del metro de Bilbao, integrada en el ferrocarril metropolitano de la ciudad junto a las líneas L1 y L2, ofrecidas por Metro Bilbao.
Hasta 2013, también se ofrecieron trayectos de larga distancia/regionales entre las capitales vizcaína y guipuzcoana, como los denominados Bidexpress y Euskopullman, marcas desaparecidas a finales de los noventa. Eran servicios semidirectos, con paradas únicamente en estaciones destacadas. Esta modalidad de viaje fue suspendida por baja demanda.

### Euskotren Tranbia: tranvías urbanos

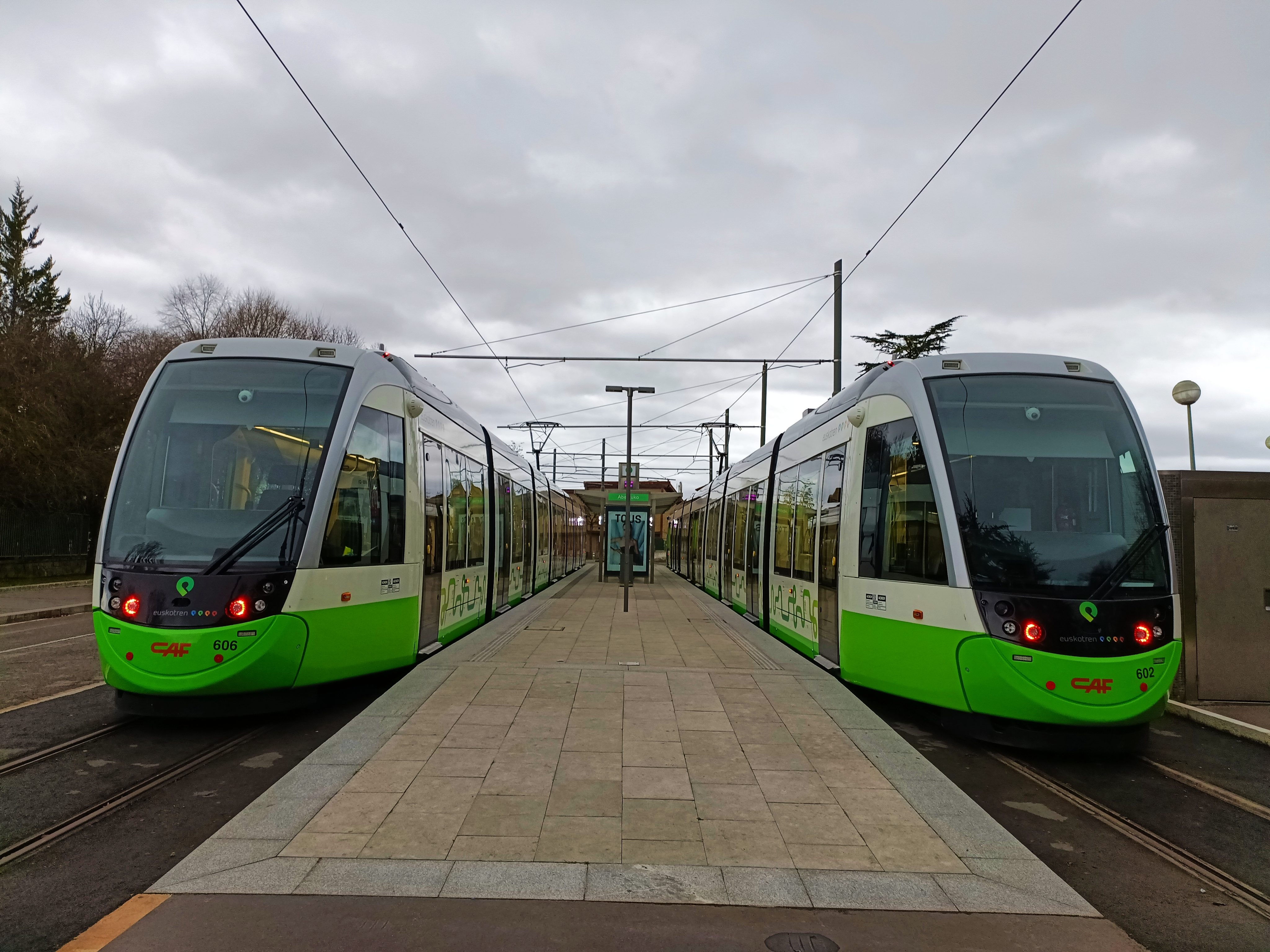
2 unidades de la Serie 600 de Euskotren Tranbia en Vitoria.

Comenzó su andadura a finales del año 2002, con la inauguración de la entonces denominada línea A en Bilbao. Originalmente bajo el nombre EuskoTran, este servicio explota, mediante trenes ligeros de ancho métrico, los tranvías urbanos modernos que transcurren por las capitales de Vitoria y Bilbao.
Euskotren Tranbia no gestiona el servicio popularmente denominado como tranvía entre Ermua y Éibar, ofrecido a día de hoy por Euskotren Trena con unidades de tren estándar.
Asimismo, se encuentran en estudio o desarrollo distintos servicios de tranvía para otras localidades del País Vasco.

### Euskotren Autobusa: transporte por carretera
Euskotren también opera algunas de las líneas de autobús interurbanas en Vizcaya (integradas en el servicio de Bizkaibus, de la Diputación Foral de Vizcaya), y en Guipúzcoa (integradas en Lurraldebus, de la Diputación Foral de Guipúzcoa).
La explotación de líneas de transporte por carretera se remonta a los años ochenta, desde la misma creación del ente. Hasta finales de la década de 1990 y mediados de la de 2000, los servicios se comercializaron bajo la identidad corporativa que Euskotren tuviera en el momento (ET/FV, EuskoTren), hasta que fueron paulatinamente integrados en las marcas ya descritas, bajo la coordinación del Consorcio de Transportes de Vizcaya y la Autoridad Territorial del Transporte de Guipúzcoa.

### Euskotren Kargo: transporte de mercancías

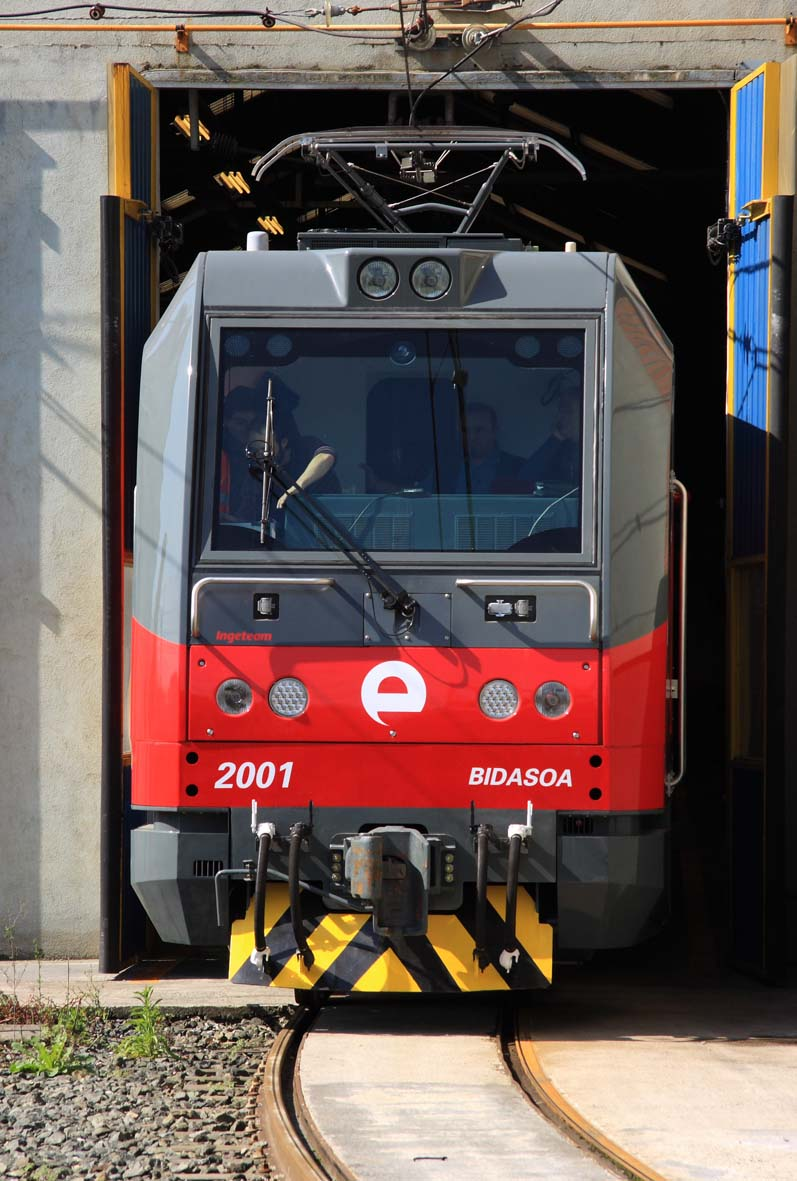
Locomotora TD 2001 BB de Euskotren, en un compartimento de los talleres de la estación de Lutxana, en Erandio

En el año 2007, tras la adquisición de material rodante apropiado (Serie TD2000), Euskotren puso en marcha el entonces nombrado EuskoKargo, con intención de retomar posición en el transporte ferroviario de mercancías, en el que no actuaba desde mediados de los 90. Dicha actividad se desempeña en competencia con los trenes cargueros de Renfe Feve, haciendo uso de la infraestructura de Euskal Trenbide Sarea y, en menor medida, de la de Adif Ancho Métrico.

### Otros servicios
En un segundo plano, Euskotren también gestiona el Museo Vasco del Ferrocarril de Azpeitia, así como los viajes de atracción, en tren de vapor, para los visitantes del mismo, en los que se emplea una reconstruida porción del Ferrocarril del Urola entre Lasao y dicha localidad término.
Además, explota el Funicular de Larreineta desde los años noventa, tras la reforma del mismo.

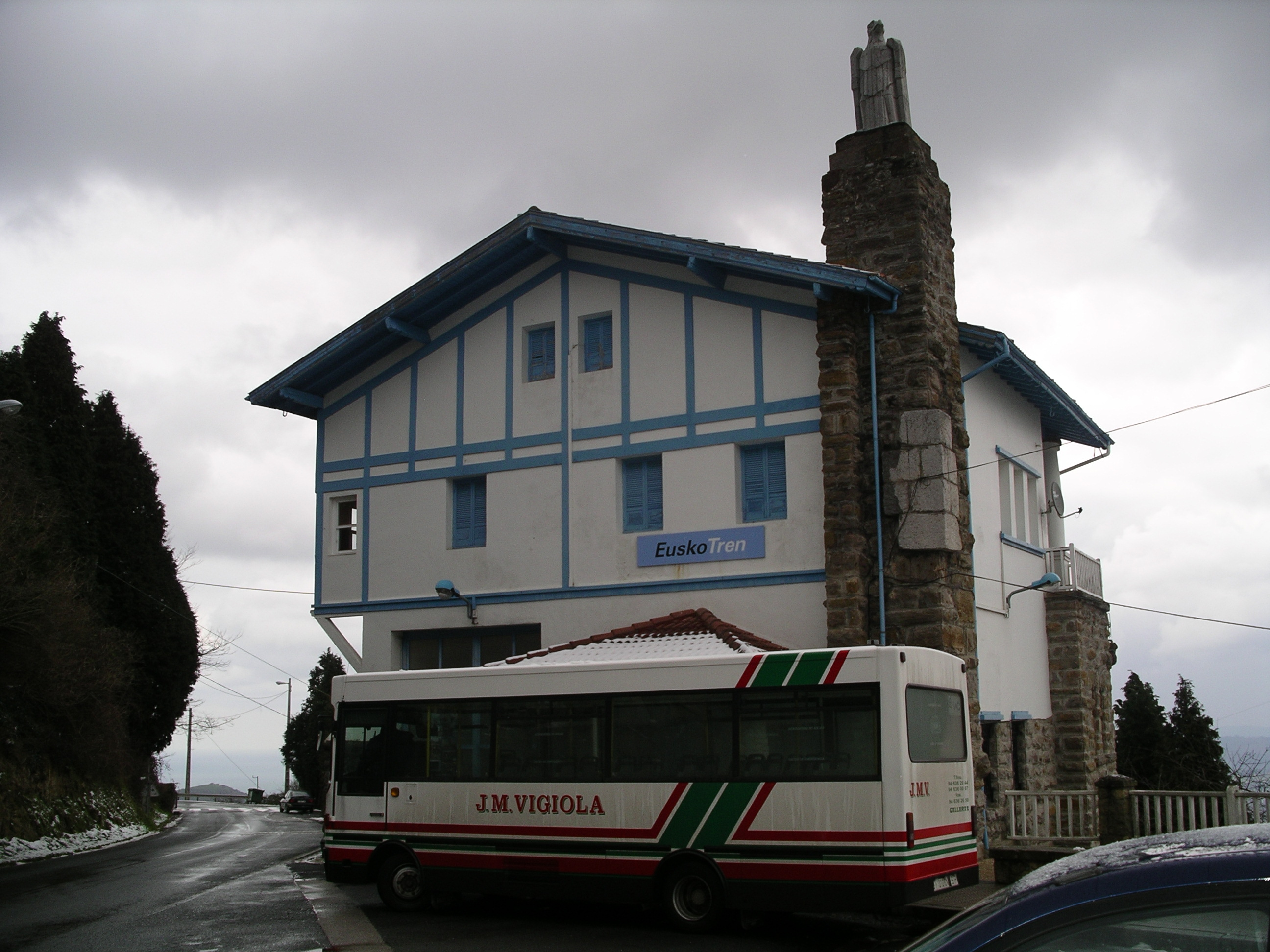
Estación de Larreineta, del funicular homónimo, en el Valle de Trápaga

## Identidad corporativa
En los primeros años desde la transferencia de los ferrocarriles de vía estrecha a la Administración vasca, fue común ver, en aprovechamiento de la conocida inscripción FF.VV. (original de Ferrocarriles Vascongados), la discreta inscripción FF.VV.-E.TB. en los coches-cabecera de los automotores y en las locomotoras eléctricas de la línea de Bilbao a San Sebastián. Para evitar posibles confusiones con la también entonces creada Euskal Telebista (ETB), se fijó definitivamente la denominación Eusko Trenbideak - Ferrocarriles Vascos al fundarse la empresa.

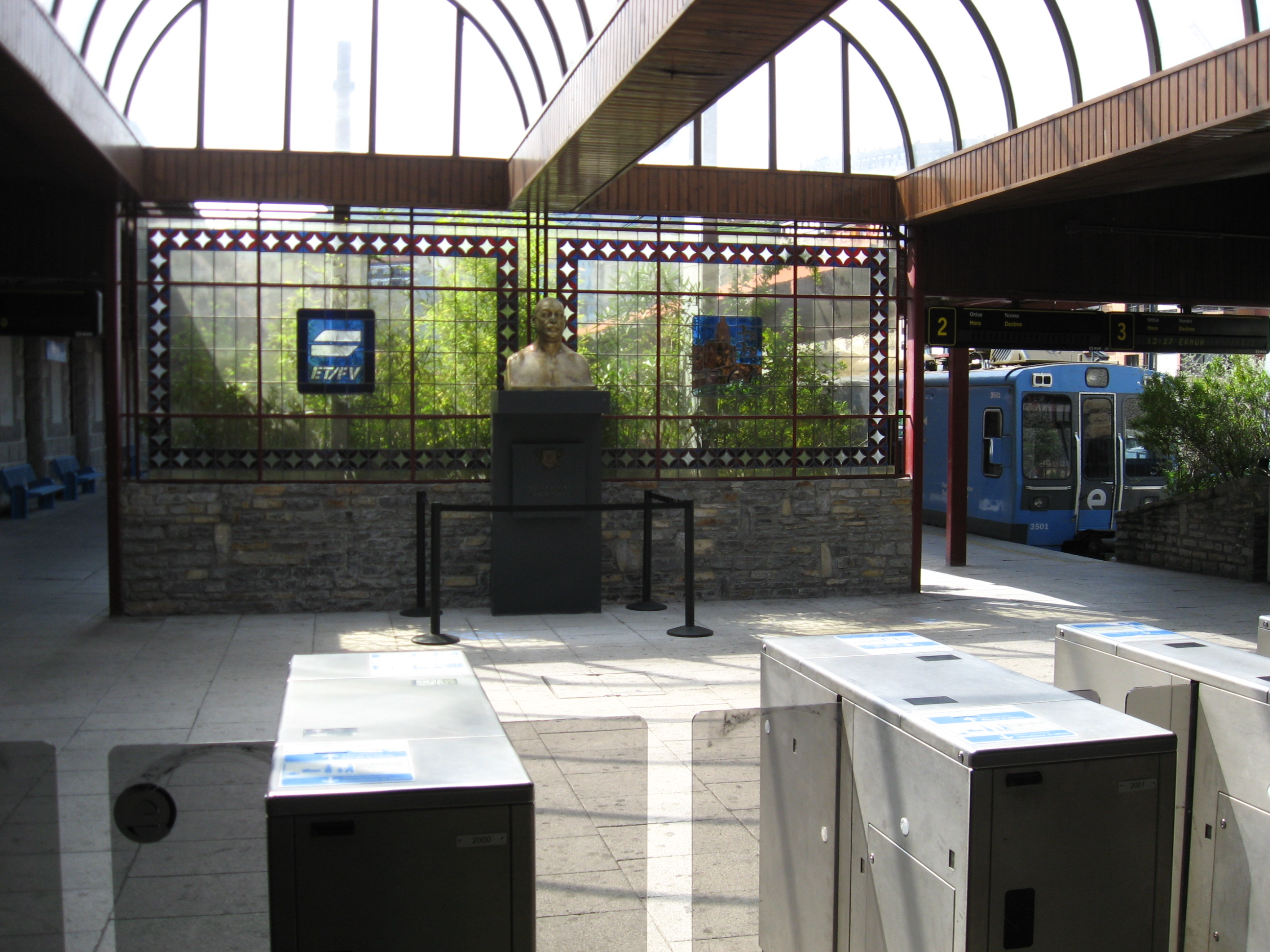
El vestíbulo de la estación de Atxuri conserva aún hoy una cristalera, instalada al fundarse la compañía, con la marca original de Eusko Trenbideak (ET/FV) y una composición del puente y la iglesia de San Antón, próximos a la terminal

Dicho nombre fue acortado a sus siglas ET/FV en ciertos ámbitos de uso (incluido su logo, que nunca varió), y este es un indicativo aún muy presente en la señalización de carreteras, en las indicaciones hacia estaciones de tren. No obstante, ya desde sus inicios, y a pesar de estar presente en diferentes medios de transporte públicos (trenes, tranvía de Ermua, autobuses y funicular), la única marca utilizada en toda publicidad durante esta primera etapa fue siempre el mismo nombre de la empresa, al completo, incluyendo ", S.A.".
En cuanto a colores corporativos, en los primeros años, predominaron el azul oscuro y el amarillo (en forma de banda pintada alrededor del vehículo) en trenes y autobuses, hasta mediados de los 80, cuando el blanco empezó a cobrar cierto protagonismo (vehículos blancos, con bandas azules y amarillas), aun manteniéndose el azul como color corporativo; en el caso del tranvía de Ermua, se utilizó un estampado blanco junto con verde claro, lo cual inspiraría, 20 años después, la combinación de colores para los tranvías de Bilbao y Vitoria. Los vehículos más antiguos hicieron un intenso uso del logo cuando pasaron a Eusko Trenbideak (cada autobús o coche de tren lo lucía, en ambos laterales); esto fue considerblemente reducido en posteriores diseños; por ejemplo, en las unidades de tren de las series 200 y 300.
A mediados de la década de 1990, Eusko Trenbideak sufrió un cambio importante en su organización por diferentes motivos, pero muy en especial por la cesión de la fructífera línea Bilbao-Plencia, y la reciente puesta en marcha del Museo Vasco del Ferrocarril. La reestructuración interna que todo ello acarreara, así como la competencia in crescendo de otros transportes (como los autobuses públicos de otros operadores, o el recién creado metro de Bilbao), forzaron una bien apreciable transformación de su identidad corporativa, que giraría en torno a la creación de una marca más sólida, simple y, por ende, atractiva. Así, entre 1994 y 1995, el operador prueba reforzar la marca Eusko Trenbideak (solo en euskera), manteniendo su logo y desechando definitivamente las siglas ET/FV. Se trata del primer intento de popularización de la marca en más de diez años de recorrido. No obstante, este intento fue efímero.
En 1996, se adopta oficialmente el hasta entonces apócope coloquial EuskoTren, un cambio que se vería reflejado, esta vez, en su nuevo logotipo. Este utilizaba la tipografía Univers envuelta en un rectángulo azul, era más compacto y carecía de isotipo alguno. Paulatinamente, la nueva imagen se iría reforzando: entre finales de década y principios de los dos mil, se procedió a pintar trenes y autobuses íntegramente de azul marino (inicialmente solo se les había cambiado el logotipo), y diez años después del estreno, en 2005, se abandonó definitivamente el rectángulo azul, y se introdujo un isotipo, en forma de "e", que se implementaría en las partes frontales en los trenes. También lució en los laterales de autobuses, locomotoras de mercancías, y tranvías.

En esta misma etapa, y a medida que las líneas de autobús de la empresa se iban integrando en los servicios Bizkaibus o Lurraldebus, el parque móvil de estas fue poco a poco abandonando el color azul marino, para pasar a adoptar los diseños de dichas marcas. Únicamente los microbuses para servicios de lanzadera, que complementan a los trenes, mantuvieron dicha imagen. Cabe mencionar que en este periodo surgieron, a su vez, las marcas EuskoTran (ligada al verde) y EuskoKargo (al rojo), para tranvías y mercancías, respectivamente. Mientras, la más veterana EuskoTren fue reservada para sus servicios más tradicionales; en especial, los trenes de cercanías. En los autobuses, bajo las marcas de las diputaciones, únicamente se lucía un logotipo muy reducido delante y detrás, y no se consideró mantener una marca adicional.

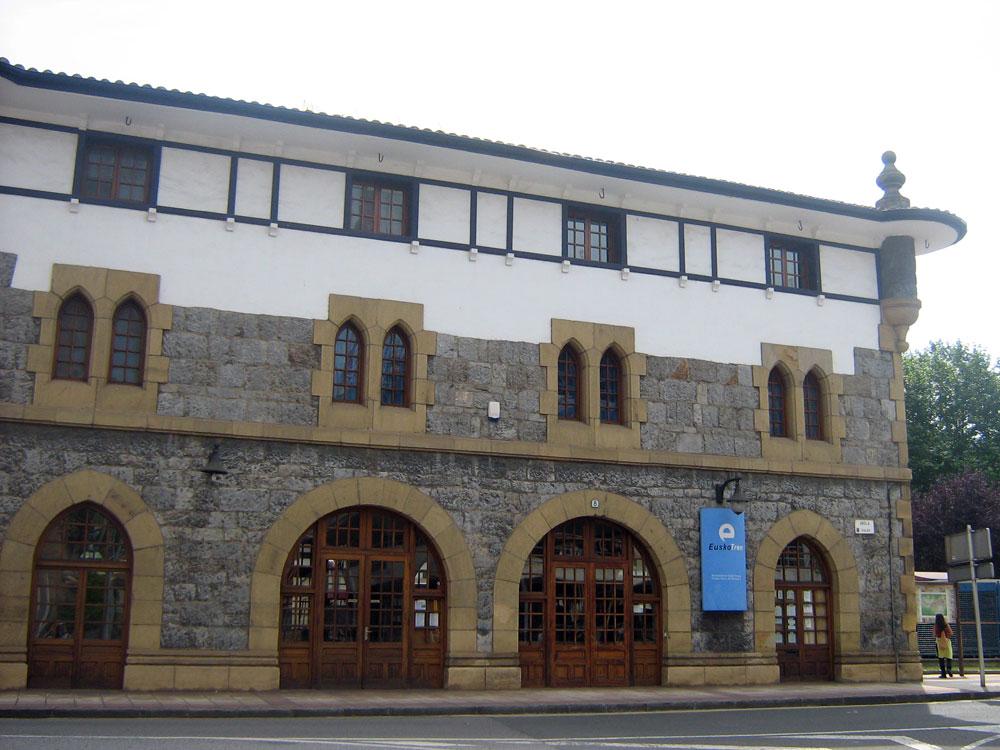
Museo Vasco del Ferrocarril, en los antiguos talleres de la estación de Azpeitia. Alberga, entre otros, material móvil usado por Euskotren a lo largo de su historia

El último cambio notable en el branding de Euskotren, el más significativo desde el de 1996, se llevó a cabo entre los años 2011 y 2012, coincidiendo con el trigésimo aniversario de la sociedad. Bajo la dirección del estudio Interbrand, y más allá de lo meramente estético, la marca EuskoTren, que hasta entonces identificaba a la empresa y a dos de sus medios de transporte, pasaría a ser oficialmente Euskotren (estilizado euskotren en el logotipo nuevo). Como marca paraguas, designaría de cara al público, sin alterar el nombre legal, al conjunto de la sociedad en sí. Para nombrar sus divisiones, se le añadieron las palabras en euskera Trena, Tranbia, Kargo y Autobusa, en función del área de aplicación.
El isotipo «e» del logo también fue renovado. Fue transformado hacia un aspecto más abstracto, y coloreado en función del servicio, degradado con blanco; el color corporativo, por su parte, pasó a ser gris. La implantación de estas marcas, paulatina una vez más, comenzó con Euskotren Tranbia en Bilbao, aprovechando la ampliación de la línea que entró en servicio el 25 de abril de 2012. Con la puesta en marcha del nuevo tramo, se llevó a cabo la actualización del material gráfico de información a los viajeros, utilizando ya la nueva marca. También, los logotipos impresos en las unidades de tren 900 adquiridas recientemente por la compañía (que al principio lucieron la marca de 2005) fueron rápidamente actualizados, y fue radicalmente cambiada la rotulación exterior, azul marino, de las unidades de la serie 200 con mayor vida útil restante, que emuló la de las más modernas UT900. 

### Historial de logotipos
| 1982 - 1996 | 1996 - 2005 | 2005 - 2012 | Desde 2012 |
| ----------- | ----------- | ----------- | ---------- |